# Sankt Pers församling, Uppsala
Sankt Pers församling var en församling i Uppsala stift i nuvarande Uppsala kommun. Församlingen uppgick 1544 i Helga Trefaldighets församling.

## Administrativ historik
Församlingen har medeltida bakgrund och införlivade senast 1534 Vår Frus församling. Församlingen uppgick 1544 i Helga Trefaldighets församling. Före dess utgjorde församlingen ett eget pastorat. 